# الظهار والركب (مناخة)

تعديل مصدري - تعديل

الظهار والركب هي إحدى قرى عزلة بني إسماعيل بمديرية مناخة التابعة لمحافظة صنعاء، بلغ تعداد سكانها 361 نسمة حسب تعداد اليمن لعام 2004.